# Ongentheow
Ongentheow (in het Zweeds Angantyr) komt voor als koning van de Zweden in het vroegmiddeleeuwse Angelsaksische gedicht Beowulf en ook in een versregel in het oudere gedicht Widsith.
Over het algemeen wordt hij geïdentificeerd met de Zweedse koning Egil Vendelcrow (Vendelkrake), zoon van Aukun (Aun), die ook voorkomt in de Íslendingabók, Inglinga saga, Ynglingatal en Historia Norwegiae. De Zweedse koning zou rond 515 n. Chr. zijn overleden. Ongentheows zoon Ohthere zou overeenstemmen met Egils zoon Ottar(r) en Onela met Ali. Ottars zonen waren Eanmund en Eadgils (Adils). Eadgils werd door Beowulf geholpen om zijn oom Ali te overwinnen.  

## Beowulf
De hoofdpersoon Beowulf behoort tot de Geaten, die in in het gedicht de tegenstanders zijn van de Zweden. De eerste keer dat Ongentheow voorkomt is in regel 1968 van het epos, waar de Geatische koning Hygelac genoemd wordt met het epitheet "Ongentheows doder". De achtergrond daarvan wordt pas vijfhonderd versregels later verteld.
De zoons van Ongentheow (Ohthere en Onela) hadden de Geaten aangevallen (regel 2475). De Geatische koning Heathkin (Haethcyn) wilde deze aanval wreken, maar de oude Ongentheow wist Heathkin te doden en zijn vrouw te redden. Hij achtervolgde de op de vlucht geslagen Geaten in het Ravenwoud (2922-41). Tegen de morgen kregen de Geaten echter versterking van de troepen van Heathkins broer Hygelac, en een tegenaanval werd ingezet. Ongentheow vluchtte toen in zijn burcht, maar de Geaten onder leiding van Wulf en Eofor slaagden erin binnen te dringen en Ongentheow te doden (2484-89, 2942-99). Na Hygelac wordt zijn zoon Heardred koning, opgevolgd door Beowulf, Hygelacs neef.